# Music for Nations
Music for Nations fue una discográfica británica de rock y heavy metal. La Music for Nations era una filial de la Zomba Records.

## Historia
Fundada en el 1983 por Martin Hooker, Music for Nations pronto se convirtió en líder de ventas en Europa en el género heavy metal, en virtud de un contrato con Metallica, Slayer y Megadeth. Al poco tiempo la discográfica comenzó a vender en los EE. UU., con artistas como Opeth, Anathema, Cradle Of Filth, Testament y otros grupos de heavy metal. En 2004 Music for Nations cerró sus puertas.
Foto 
El catálogo de la compañía, que había incluido títulos de artistas tan variados como Lost Horizon, Tigertailz y Frank Zappa, fue transferido a la compañía Zomba Records Group. Ya en diciembre de 2011, The End Records (compañía independiente especializada en rock, metal indie y electrónica) firmó un acuerdo de distribución por 50 álbumes del catálogo de Music for Nations.
Desde febrero de 2015 Music for Nations ha vuelto a la escena a través del departamento comercial de Sony con planes de reeditar discos de su propio catálogo como por ejemplo Anathema, Paradise Lost, Opeth, Spiritual Beggars y Cradle of Filth entre otros. También están en proceso, siguiendo el espíritu de la compañía de antaño, en firmar con talentos originales de heavy metal para la grabación de sencillos, EPS y compilaciones.

## Artistas
- Acid Drinkers
- Amplifier
- Anathema
- Annihilator
- Apes Pigs and Spacemen
- Battleaxe
- Cradle of Filth
- Demolition 23
- Dispatched
- Entombed
- Exciter
- Godflesh
- Hot Milk
- Lion
- Lost Horizon
- Manowar
- Metallica
- Opeth
- Romeo's Daughter
- Hardcore Superstar
- Spiritual Beggars
- Tigertailz
- Tyketto
- Paradise Lost
- W.A.S.P.

- Datos: Q1808682